# Diocèse de Lolland-Falster
Le diocèse de Lolland-Falster (en danois : Lolland-Falsters Stift) est l'un des diocèses de l'Église luthérienne du Danemark. Son siège épiscopal se situe à la cathédrale de Maribo.
Son territoire couvre l'ensemble des îles de Lolland et de Falster.